# Тариха (департман)
Тариха (шп. Tarija) један је од девет департмана Боливије. Смештен је на крајњем југу државе а граничи се са Аргентином према југу и Парагвајем према истоку. Покрива укупну површину од 37.623 км2 и има 522.339 становника (2010). 
Највећи град и административни центар департмана је истоимени град Тариха.
Клима департмана Тариха је блага и топла током већег дела године.

## Галерија
- Пешчани пејзаж из Тарихе
- Градски споменик из града Тариха